# Mèlica
Mèlica (Melica) és un gènere de plantes de la família de les poàcies, ordre de les poals, subclasse de les commelínides, classe de les liliòpsides, divisió dels magnoliofitins.

## Taxonomia
- Melica acuminata Bol.
- Melica adhaerens Hack.
- Melica alba Hitchc.
- Melica aristata Thunb.
- Melica aurantiaca Lam.
- Melica bulbosa Geyer
- Melica californica Scribn.
- Melica ciliata L.
- Melica commutata Steud.
- Melica diffusa Walter
- Melica elongata Nutt.
- Melica frutescens Scribn.
- Melica fugax Bol.
- Melica geyeri Munro
- Melica harfordii Bol.
- Melica imperfecta Trin.
- Melica inflata Vasey
- Melica micrantha Nutt.
- Melica monantha Roseng.
- Melica multinervia Vasey
- Melica minuta L.
- Melica mutica Walter
- Melica nutans L.
- Melica papilionacea L.
- Melica porteri Scribn.
- Melica retrofracta Suksd.
- Melica scabra Nutt.
- Melica spectabilis Scribn.
- Melica torreyana Scribn.
- Melica uniflora Retz.